# Nicole Crestou
Pour les articles homonymes, voir Crestou.
Nicole Crestou est une sculptrice et céramiste française née le 26 avril 1957 à Vierzon.

## Biographie
Après des études à l'école des beaux-arts de Bourges (1979-1980), Nicole Crestou poursuit avec un DEA d'histoire de l'art en 1988 à l'université Panthéon-Sorbonne (Paris I) puis, en 1992, un doctorat en art et sciences de l'art, toujours à Paris I, et une thèse sur la sculpture.
Bien connue pour l'analyse du travail de ses confrères, notamment par ses articles dans La Revue du verre et de la céramique, elle a d'abord effectué un travail dérangeant et provocateur sur la destruction, réfléchie et programmée, de ses œuvres. Créant des sculptures en terre crue, elle les laisse progressivement à la corruption naturelle par l'eau, le soleil, le temps ou l'humain.
Ses sculptures, réalisées au centre de La Borne, représentent en général le corps humain et les animaux domestiques ou campagnards,,. Les socles et les sculptures sont cuits dans un four à gaz ou à bois suivant leur émaillage ou leur dimension.
Nicole Crestou est actuellement[Quand ?] secrétaire générale de la chambre syndicale des Ateliers d'art de France.
Elle accueille dans son jardin de Morogues des sculptures d'autres artistes.